# Will Lyman
William Lyman, detto Will (Burlington, 20 maggio 1948), è un attore e doppiatore statunitense, dotato di una voce molto raffinata e squillante.

## Biografia
È un attore e doppiatore. Attivo soprattutto in teatro, ha partecipato a vari film e serie TV.

## Vita privata
È sposato dal 1972 con Anastasia Sylvester, da cui ha avuto una figlia, Georgia, nata nel 1977.

## Filmografia parziale

### Cinema
- Scuola d'onore (School Ties), regia di Robert Mandel (1992)
- Fuga dalla scuola media (Welcome to the Dollhouse), regia di Todd Solondz (1995)
- La seduzione del male (The Crucible), regia di Nicholas Hytner (1996)
- Delitto perfetto (A Perfect Murder), regia di Andrew Davis (1998)
- Attacco al potere (The Siege), regia di Edward Zwick (1998)
- Mystic River, regia di Clint Eastwood (2003)
- Little Children, regia di Todd Field (2006)
- Boston Streets, regia di Brian Goodman (2008)
- Iron Man, regia di Jon Favreau (2008) - voce
- I poliziotti di riserva (The Other Guys), regia di Adam McKay (2010)
- Natale sul ghiaccio (Christmas on Ice), regia di John Stimpson

### Televisione
- Le nuove avventure di Guglielmo Tell (Crossbow) - serie TV (1987-1989) - 72 episodi
- Hull High – serie TV, 9 episodi (1990)
- La signora in giallo (Murder, She Wrote) - serie TV, episodio 8x18 (1992)
- Law & Order - I due volti della giustizia (Law & Order) - serie TV, episodio 5x04 (1994)
- Codice Matrix (Threat Matrix) - serie TV, 16 episodi (2003-2004)
- Amerika - Un paese sotto scacco (Meltdown), regia di Jeremiah S. Chechik – film TV (2004)

## Doppiatori italiani
Nelle versioni in italiano delle opere in cui ha recitato, Will Lyman è stato doppiato da:
- Oliviero Dinelli in La signora in giallo, Boston Streets
- Giorgio Locuratolo in Le avventure di Guglielmo Tell
- Claudio De Davide in Le nuove avventure di Guglielmo Tell
- Sergio Di Giulio in Law & Order - I due volti della giustizia
- Saverio Garbarino in Fuga dalla scuola media
- Domenico Brioschi in Law & Order: Criminal Intent
- Renato Cortesi in Mystic River
- Sergio Di Stefano in Codice Matrix
- Michele Kalamera in Una donna alla Casa Bianca
- Mario Scarabelli in Brotherhood - Legami di sangue
- Teo Bellia in Le nuove avventure di Guglielmo Tell (ridoppiaggio)

Da doppiatore è sostituito da:
- Massimo Rossi in Little Children